# かまだみき
かまだ みき（本名：鎌田 美紀、1979年7月11日 - ）は、日本の歌手。香川県出身。身長は166cm、血液型B型。『BSおかあさんといっしょ』のうたのおねえさんとして知られる。

## 経歴・人物
- 香川県高松市出身。
- 幼い頃から音楽に囲まれた環境に育ち、武蔵野音楽大学音楽部声楽科を卒業。
- 『BSおかあさんといっしょ』のうたのおねえさんのオーディションを受けて採用され、番組開始の2002年4月から番組終了の2010年3月まで8年間にわたり出演。共演のうたのおにいさんはひなたおさむ、たいそうのおにいさんは恵畑ゆう。8年の就任期間はおかあさんといっしょのうたのおねえさんとしては、地上波放送での三谷たくみ（2008年3月31日就任、2016年4月2日卒業）と並んで歴代最長記録となっている。
- 2003年4月から2008年3月までおかあさんといっしょのうたのおねえさんを務めたはいだしょうことはコンサートなどで共演した事から、仲が良い。
- 2013年8月、同年6月に婚姻届を提出したことを自身のブログで発表した。現在は故郷の香川に戻り、一児の母親で、歌手活動は休業している。

## 出演（子供向け）
テレビ
- BSおかあさんといっしょ（NHK BS2、2002年4月 - 2010年3月）

### おかあさんといっしょ コンサート
| 公演   | タイトル                                                                         | 出演者（一部を除く） |
| ------ | -------------------------------------------------------------------------------- | --- |
| 2002年 | 元気いっぱい!たまたまご                                                          | 杉田あきひろ、つのだりょうこ、佐藤弘道、タリキヨコ スプー、アネム、ズズ、ジャコビ ひなたおさむ、かまだみき、恵畑ゆう 小林よしひさ（大学時代、エキストラ出演） |
| 2002年 | ぐ〜チョコランタンとゆかいな仲間の大行進 〜ドーム・夢のわんパーク広場〜          | 坂田おさむ、瀧本瞳、松野ちか、輪島直幸 ミーオ、ダリオ、ひなたおさむ、かまだみき、恵畑ゆう スプー、アネム、ズズ、ジャコビ、どーもくん |
| 2002年 | バナナン島の大ぼうけん!                                                          | 杉田あきひろ、つのだりょうこ、佐藤弘道、タリキヨコ スプー、アネム、ズズ、ジャコビ ひなたおさむ、かまだみき、恵畑ゆう |
| 2003年 | BSおかあさんといっしょ ファミリーコンサート うたってあそぼう!イェーイェーイェー! | ひなたおさむ、かまだみき、恵畑ゆう スプー、アネム、ズズ、ジャコビ |
| 2005年 | 弘道おにいさんとあそぼ! 夢のビッグパレード ぐ〜チョコランタンとゆかいな仲間たち  | 佐藤弘道、今井ゆうぞう、はいだしょうこ、タリキヨコ スプー、アネム、ズズ、ジャコビ ひなたおさむ、かまだみき、恵畑ゆう 坂田おさむ、つのだりょうこ モリゾー、キッコロ |
| 2006年 | ぼよよ〜んととびだせ! コンサート                                                 | 今井ゆうぞう、はいだしょうこ、小林よしひさ、いとうまゆ スプー、アネム、ズズ、ジャコビ、ガタラット ひなたおさむ、かまだみき、恵畑ゆう |
| 2006年 | おいでよ! びっくりパーティーへ                                                   | 今井ゆうぞう、はいだしょうこ、小林よしひさ、いとうまゆ スプー、アネム、ズズ、ジャコビ ひなたおさむ、かまだみき、恵畑ゆう |
| 2007年 | ぐ〜チョコランタンとゆかいな仲間たち ふしぎな森へようこそ!                       | 今井ゆうぞう、はいだしょうこ、小林よしひさ、いとうまゆ スプー、アネム、ズズ、ジャコビ ひなたおさむ、かまだみき、恵畑ゆう |
| 2008年 | みんなおいでよ!うたのパレード                                                    | 今井ゆうぞう、はいだしょうこ、小林よしひさ、いとうまゆ スプー、アネム、ズズ、ジャコビ ひなたおさむ、かまだみき、恵畑ゆう |
| 2008年 | おまつりコンサートをすりかえろ!                                                  | 横山だいすけ、三谷たくみ、小林よしひさ、いとうまゆ スプー、アネム、ズズ、ジャコビ、ガタラット ひなたおさむ、かまだみき、恵畑ゆう |
| 2009年 | 星空のメリーゴーラウンド 〜50周年記念コンサート〜                                | 横山だいすけ、三谷たくみ、小林よしひさ、いとうまゆ ライゴー、スイリン、プゥート ひなたおさむ、かまだみき、恵畑ゆう スプー、アネム、ズズ、ジャコビ 眞理ヨシコ、田中星児 坂田おさむ、神崎ゆう子、速水けんたろう、茂森あゆみ 杉田あきひろ、今井ゆうぞう、はいだしょうこ 天野勝弘、佐藤弘道 じゃじゃまる、ぴっころ、ぽろり |
| 2010年 | 青空ワンダーランド                                                               | 横山だいすけ、三谷たくみ、小林よしひさ、いとうまゆ ライゴー、スイリン、プゥート ひなたおさむ、かまだみき、恵畑ゆう スプー、アネム、ズズ、ジャコビ |
| 2010年 | 森の音楽レストラン                                                               | 横山だいすけ、三谷たくみ、小林よしひさ、いとうまゆ ライゴー、スイリン、プゥート 速水けんたろう、かまだみき |
| 2011年 | おいでよ!夢の遊園地                                                              | 横山だいすけ、三谷たくみ、小林よしひさ、いとうまゆ ライゴー、スイリン、プゥート ワンワン （VTR出演）ゆうくん ひなたおさむ、かまだみき スプー、アネム、ズズ、ジャコビ |

## 同期
- ひなたおさむ
- 恵畑ゆう